# Judikat Gallura
Das Judikat Gallura (Lateinisch: Iudicatus Gallurae) war eines der vier sardischen Judikate im Mittelalter. Dies waren eigenständige Staaten mit einem Richter (iudex) als Herrscher. Das Gebiet des Staates umfasste die nordöstliche Region der Insel Sardinien mit der Hauptstadt Olbia.

## Geschichte

Die vier sardischen Judikate, Calari = Cagliari - Logudoro = Torres

### Wurzeln
Gallura war ursprünglich ein Teil von Byzanz. Da das Osmanische Reich immer mehr Gebiete in der Region eroberten, verlor Konstantinopel Einfluss in der Region. Die Richter (iudices) auf der Insel bekamen nur noch wenig Unterstützung und regierten danach selbstständig. Nach und nach entwickelten sich die Richterämter zu Erbämtern. Vor dem zwölften Jahrhundert ist noch nicht viel über das Judikat Gallura bekannt. Erst 1050 ist der Herrscher der Insel bekannt. Die erste schriftliche Erwähnung folgte 1073 durch Gregor VII in einem Einladungsschreiben.

### 13. Jahrhundert
Als Barisone II. starb, hinterließ er 1203 nur eine einzige Tochter, Elena. Dies führte in Gallura zu einer Nachfolgekrise, da rivalisierende Fraktionen um die Hand von Elena buhlten. Wilhelm Malaspina versuchte, sie zu heiraten, aber Papst Innozenz III. verbot dies. Im Jahr 1206 fiel Wilhelm I. von Cagliari in Gallura ein. Schließlich heiratete Elena 1207 den Pisaner Lamberto Visconti. Lamberto schlug die Invasion zurück und sicherte Gallura im pisanischen Einflussbereich. 1211 eroberte das mit Genua verbündete Torres das mit Pisa verbündete Gallura mit dem Ziel die gesamte Insel unter genuesische Herrschaft stellten. 1212 mischte sich dann auch Pisa ein, konnte es das Judikat Torres zu einer Einigung zwingen. Als Elena gestorben war, regierte Lamberto weiter das Judikat. Schließlich annektierte Pisa das Judikat 1296.